# Theseusringen

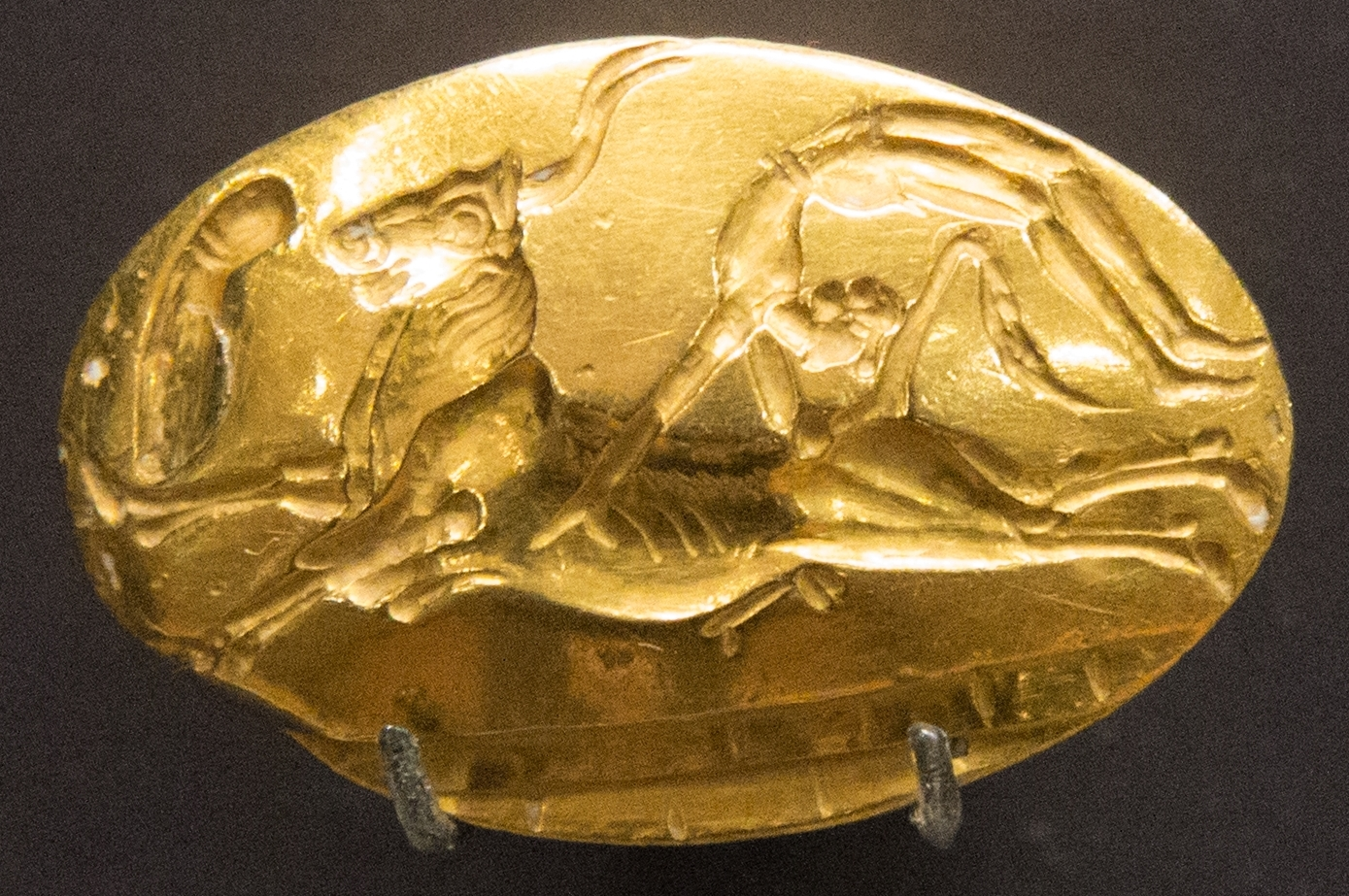
Tjurhoppning på en annan minoisk guldsignetring, Ashmolean Museum, Oxford

Theseusringen är en minoisk signetring från mykenska perioden (cirka 1400-talet f.Kr.). Ämnet är typiskt för minoisk konst. Ringen är i guld och mäter 2,7 x 1,8 centimeter. På ringen finns en skildring av en tjurhoppning med ett lejon till vänster och vad som kan vara ett träd till höger. Den kommer från området Anafiotika i Plaka, där den påträffades i en jordhög. Ringen tillhör Atens arkeologiska museum. Det finns inte några belägg för att ringen verkligen tillhörde Theseus.

## Namnets legendariska ursprung
Ringen fick namnet "Theseusringen" på grund av en antik grekisk myt om Theseus. Enligt denna berättelse förelåg en tvist mellan Minos och Theseus om Theseus härkomst. På Kreta förolämpade Minos en av jungfrurna och Theseus blev upprörd, utmanade honom, och skröt om att han är härstammande från Poseidon. Minos, som var son till Zeus, trodde inte att Theseus verkligen hade gudomlig härkomst. Minos trodde att Theseus far i själva verket var Poseidon, skulle Theseus inte ha några svårigheter att nå havets botten. Minos kastade en guldring överbord och utmanade Theseus att dyka och hämta den. Havets fiskar tog sedan Theseus på sina ryggar och förde honom till palatset som tillhör Amfitrite, Poseidons hustru. Hon räckte Theseus ringen som hade landat på botten av havsbotten och gav honom också en juvelprydd krona, som senare placerades bland stjärnorna.